# 차이나타운역 (로스앤젤레스)

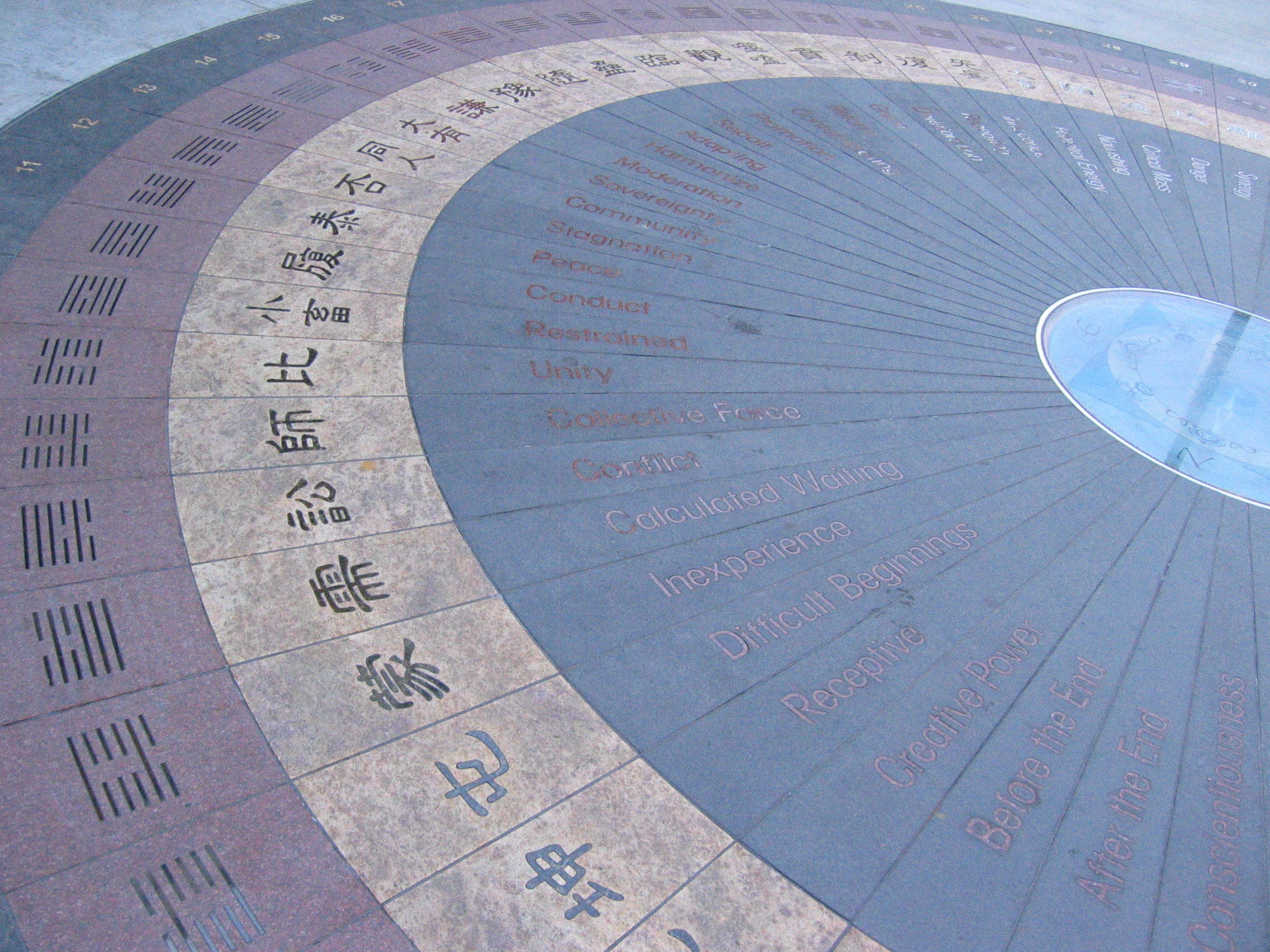
역 대합실에 있는 풍수판(风水盘)

차이나타운역 (Chinatown Station)은 로스앤젤레스 메트로의 L선역 중 하나이다. 다운타운 로스앤젤레스의 바로 북쪽에 있는 차이나타운 근교의 노스 스프링가(North Spring Street)와 칼리지가(College Street) 교차로에 위치한 고가역이다.
차이나타운역은 중국계 미국인 식당과 상점이 밀집한 번화가인 브로드웨이 북부에서 도보 거리에 있다. 다저 스타디움은 1마일 이내 거리에 있다.
2022년 리저널 커넥터가 완성된 후에 이 역과 모든 북동쪽 L선역이 A선으로 운행된다.

## 역 구조

### 층별 구조
| 3층 승강장 | L선                             | ← 유니언역 Union Station ← 애틀랜틱행 (종착점행)                             |
| 3층 승강장 | 섬식 승강장, 왼쪽 출입문이 열림 |                                                                              |
| 3층 승강장 | L선                             | → 링컨/사이프레스역 Lincoln/Cypress Station → APU/시트러스 칼리지행 (기점행) |
| 2층        |                                 | 대합실                                                                       |
| 1층        |                                 | 출구, 매표기                                                                 |

### 열차 운행 정보
이 역에서는 일반 시간에 지하철 운행이 오전 5시부터 시작하여 오전 12시 15분까지 운행한다.

## 인근 역세권
- 서던캘리포니아 중국역사학회(Chinese Historical Society of Southern California)
- 다저 스타디움(Dodger Stadium)
- 로스엔젤레스 주립사적공원(os Angeles State Historic Park)
- 천후궁(天后宮, Thien Hau Temple)

## 연결 가능한 대중교통
- 메트로 로컬: 28, 45, 76, 81, 83, 90, 91, 94, 96
- 메트로 래피드: 794
- LADOT 커뮤터 익스프레스: 409, 419
- LADOT DASH: B, DD (주말 운행), Lincoln Heights/Chinatown(링컨 헤이츠/차이나타운)